# NGC 881
NGC 881 je galaksija u zviježđu Kit.

## Vanjske poveznice
- SEDS: NGC 881